# Dynamique Congo uni
 (septembre 2020).
Si vous disposez d'ouvrages ou d'articles de référence ou si vous connaissez des sites web de qualité traitant du thème abordé ici, merci de compléter l'article en donnant les références utiles à sa vérifiabilité et en les liant à la section « Notes et références ».
Le Dynamique Congo uni (DCU) est un parti politique de la République démocratique du Congo créé en 2015. Le parti prône la libérale-démocratie.

## Historique
Il est créé en date du 19 avril 2015, en République Démocratique du Congo, un parti politique dénommé Dynamique Congo uni, D.C.U en sigle, enregistré par l'Arrêté Ministériel no 72/2016 du 4 octobre 2016. Parti cher sous la Présidence de Tshimanga Tshipanda Vidiye, personnalité politique et homme d'affaires, actuellement conseiller spécial du président Félix Tshisekedi. Le siège de la DCU est établi dans la Ville-Province de Kinshasa, capitale du pays. Il se trouve sise avenue Ezo n°A 6/7, Quartier Yolo-Sud, Commune de Kalamu. Le parti est implanté sur toute l’entendue du territoire national (RDC).
Sa devise est « Unité – Travail - Égalité ».
Son hymne est « Le Congo uni ».
Son slogan est « Congo uni, Congo Fort ! Congo uni, Congo Puissant !Congo uni, Congo Prospère !Congo uni, Congo Émergent !Congo fort, Congo puissant, Congo prospère, Congo émergent ! »
Son drapeau est constitué d'un fond bleu avec des écrits DCU en blanc au centre, orné d’une étoile jaune à l’intérieur de la lettre C.

## Idéologie
La DCU soutient et défend la libérale démocratie, combinée à sa volonté de conserver les acquis des valeurs ancestrales culturelles, sociales et économiques. La libérale-démocratie prônée par la DCU constitue un système politique dans lequel la démocratie et le libéralisme se complètent dans le but de protéger les libertés individuelles privées et les libertés publiques de chaque citoyen.

## Projet de Société
Le projet de société de la dynamique Congo uni décline de manière détaillée la libérale-démocratie telle que prônée par le Parti. La DCU s'engage en outre à promouvoir : une économie de marché, le droit de propriété, la liberté contractuelle, la liberté d’entreprendre, la gestion efficiente des richesses nationales bénéfiques à tous les citoyens congolais et à toutes les générations.

## Objectifs
La D.C.U cherche notamment à rassembler les Congolais pour l’unité de la Nation autour des valeurs constituant le patrimoine ancestral culturel, social et économique tissé à travers son histoire émaillée des hautes luttes héroïques.
Elle veut également prévenir les abus et accroître la participation du peuple en instituant clairement, dans la Constitution, la répartition du pouvoir au niveau national, provincial et local, définissant le caractère démocratique de l’État, garantissant le frein et le contrepoids des pouvoirs, assurant la prospérité d’une société civile.
Elle cherche à œuvrer, à inscrire dans la Constitution de la République Démocratique du Congo le droit et le devoir inaliénable et imprescriptible de tous citoyens congolais à poursuivre la conquête de son bonheur et l’obligation de l’État de le garantir.
Elle engage les cadres et militants du Parti aux efforts visant à l’organisation des différents pouvoirs publics, à la mise en œuvre de leurs missions respectives, à la fixation de la forme de l’État voulue et à déterminer eux-mêmes des traits de la société où ils vivent.
Elle œuvre pour la suprématie des valeurs Républicaines, d'une Nation Unie et indivisible, impliquant la primauté de la Loi sur toute l’étendue du territoire national devant s’appliquer de la même manière à tous les citoyens, égaux et promouvoir l’égalité de chance pour tous afin d’instaurer un État véritablement de droit au profit du souverain peuple.

## Doctrine
La doctrine de la DCU est « l'amour du travail dans l'unité et l'égalité pour un avenir radieux de la Nation ».